# 贝特里库尔
贝特里库尔（法語：Bertricourt，法語發音：[bɛʁtʁikuʁ]）是法国上法蘭西大區埃纳省的一个市镇，属于拉昂区。

## 地理
贝特里库尔（49°23'42"N, 4°0'33"E）面积4.48 平方千米，位于法国上法蘭西大區埃纳省，该省份为法国北部内陆省份，北起北部省，西接索姆省和瓦兹省，东临阿登省和马恩省，西南至塞纳-马恩省，东北部与比利时接壤。
与贝特里库尔接壤的市镇（或旧市镇、城区）包括：阿吉尔库尔、奥兰维尔、皮尼库尔、瓦里斯库尔。

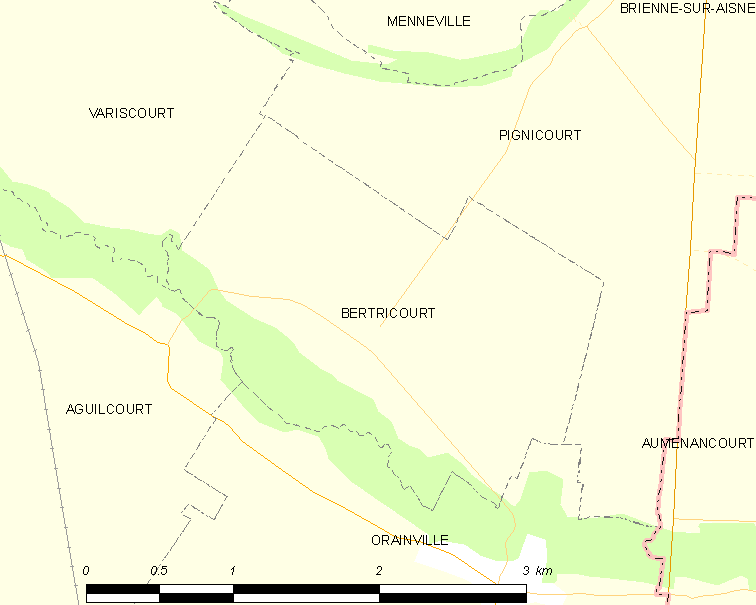
贝特里库尔的OSM定位图

贝特里库尔的时区为UTC+01:00、UTC+02:00（夏令时）。

## 行政
贝特里库尔的邮政编码为02190，INSEE市镇编码为02076。

## 政治
贝特里库尔所属的省级选区为埃纳河畔新城县。

## 人口

1962-2008年间贝特里库尔人口变化图示

贝特里库尔于2022年1月1日时的人口数量为154人。